# Rômulo Borges Monteiro
Rômulo Borges Monteiro, meglio conosciuto come Rômulo (Picos, 19 settembre 1990), è un calciatore brasiliano, centrocampista del Retrô.

## Carriera

### Club
Proveniente dal Porto Caruaru, squadra della città di Caruaru, nello Stato di Pernambuco, nel 2009 viene ceduto al Vasco da Gama.

#### Spartak Mosca
Dopo 3 stagioni nelle file del Vasco da Gama viene acquistato dallo Spartak Mosca. Sceglie di indossare la maglia numero 37.

#### Flamengo
Il 13 gennaio 2017 Rômulo passa al club della serie A brasiliana Flamengo.

### Nazionale
Il 6 luglio 2012 viene convocato per disputare le XXX Olimpiadi. La nazionale brasiliana concluderà il torneo qualificandosi al secondo posto, dietro la Nazionale messicana campione perdendo nella finale di Wembley 2 a 1 l'11 agosto

## Statistiche

### Cronologia presenze e reti in nazionale
| Cronologia completa delle presenze e delle reti in nazionale ― Brasile | Cronologia completa delle presenze e delle reti in nazionale ― Brasile | Cronologia completa delle presenze e delle reti in nazionale ― Brasile | Cronologia completa delle presenze e delle reti in nazionale ― Brasile | Cronologia completa delle presenze e delle reti in nazionale ― Brasile | Cronologia completa delle presenze e delle reti in nazionale ― Brasile | Cronologia completa delle presenze e delle reti in nazionale ― Brasile | Cronologia completa delle presenze e delle reti in nazionale ― Brasile |
| Data                                                                   | Città                                                                  | In casa                                                                | Risultato                                                              | Ospiti                                                                 | Competizione                                                           | Reti                                                                   | Note                                                                   |
| ---------------------------------------------------------------------- | ---------------------------------------------------------------------- | ---------------------------------------------------------------------- | ---------------------------------------------------------------------- | ---------------------------------------------------------------------- | ---------------------------------------------------------------------- | ---------------------------------------------------------------------- | ---------------------------------------------------------------------- |
| 28-9-2011                                                              | Belém                                                                  | Brasile                                                                | 2 – 0                                                                  | Argentina                                                              | Superclásico de las Américas 2011                                      | -                                                                      |                                                                        |
| 26-5-2012                                                              | Amburgo                                                                | Brasile                                                                | 3 – 1                                                                  | Danimarca                                                              | Amichevole                                                             | -                                                                      |                                                                        |
| 30-5-2012                                                              | East Rutherford                                                        | Stati Uniti                                                            | 1 – 4                                                                  | Brasile                                                                | Amichevole                                                             | -                                                                      |                                                                        |
| 3-6-2012                                                               | Arlington                                                              | Brasile                                                                | 0 – 2                                                                  | Messico                                                                | Amichevole                                                             | -                                                                      |                                                                        |
| 9-6-2012                                                               | New York                                                               | Argentina                                                              | 4 – 3                                                                  | Brasile                                                                | Amichevole                                                             | 1                                                                      | 74’                                                                    |
| 15-8-2012                                                              | Solna                                                                  | Svezia                                                                 | 0 – 3                                                                  | Brasile                                                                | Amichevole                                                             | -                                                                      |                                                                        |
| 7-9-2012                                                               | San Paolo                                                              | Brasile                                                                | 1 – 0                                                                  | Sudafrica                                                              | Amichevole                                                             | -                                                                      | 64’                                                                    |
| 10-9-2012                                                              | Recife                                                                 | Brasile                                                                | 8 – 0                                                                  | Cina                                                                   | Amichevole                                                             | -                                                                      | 79’                                                                    |
| Totale                                                                 |                                                                        | Presenze                                                               | 8                                                                      |                                                                        | Reti                                                                   | 1                                                                      |                                                                        |

| Cronologia completa delle presenze e delle reti in nazionale ― Brasile Olimpica | Cronologia completa delle presenze e delle reti in nazionale ― Brasile Olimpica | Cronologia completa delle presenze e delle reti in nazionale ― Brasile Olimpica | Cronologia completa delle presenze e delle reti in nazionale ― Brasile Olimpica | Cronologia completa delle presenze e delle reti in nazionale ― Brasile Olimpica | Cronologia completa delle presenze e delle reti in nazionale ― Brasile Olimpica | Cronologia completa delle presenze e delle reti in nazionale ― Brasile Olimpica | Cronologia completa delle presenze e delle reti in nazionale ― Brasile Olimpica |
| Data                                                                            | Città                                                                           | In casa                                                                         | Risultato                                                                       | Ospiti                                                                          | Competizione                                                                    | Reti                                                                            | Note                                                                            |
| ------------------------------------------------------------------------------- | ------------------------------------------------------------------------------- | ------------------------------------------------------------------------------- | ------------------------------------------------------------------------------- | ------------------------------------------------------------------------------- | ------------------------------------------------------------------------------- | ------------------------------------------------------------------------------- | ------------------------------------------------------------------------------- |
| 2-7-2012                                                                        | Middlesbrough                                                                   | Regno Unito Olimpica                                                            | 0 – 2                                                                           | Brasile Olimpica                                                                | Amichevole                                                                      | -                                                                               |                                                                                 |
| 26-7-2012                                                                       | Cardiff                                                                         | Egitto Olimpica                                                                 | 2 – 3                                                                           | Brasile Olimpica                                                                | Olimpiadi 2012 - 1º turno                                                       | -                                                                               |                                                                                 |
| 29-7-2012                                                                       | Manchester                                                                      | Brasile Olimpica                                                                | 3 – 1                                                                           | Bielorussia Olimpica                                                            | Olimpiadi 2012 - 1º turno                                                       | -                                                                               |                                                                                 |
| 1-8-2012                                                                        | Newcastle upon Tyne                                                             | Brasile Olimpica                                                                | 3 – 0                                                                           | Nuova Zelanda Olimpica                                                          | Olimpiadi 2012 - 1º turno                                                       | -                                                                               | 82’                                                                             |
| 4-8-2012                                                                        | Newcastle upon Tyne                                                             | Brasile Olimpica                                                                | 3 – 2                                                                           | Honduras Olimpica                                                               | Olimpiade 2012 - Quarti                                                         | -                                                                               | 66’                                                                             |
| 7-8-2012                                                                        | Manchester                                                                      | Corea del Sud Olimpica                                                          | 0 – 3                                                                           | Brasile Olimpica                                                                | Olimpiade 2012 - Semifinale                                                     | 1                                                                               |                                                                                 |
| 11-8-2012                                                                       | Londra                                                                          | Brasile Olimpica                                                                | 1 - 2                                                                           | Messico Olimpica                                                                | Olimpiade 2012 - Finale                                                         | -                                                                               |                                                                                 |
| Totale                                                                          |                                                                                 | Presenze                                                                        | 7                                                                               |                                                                                 | Reti                                                                            | 1                                                                               |                                                                                 |

## Palmarès

### Club

#### Competizioni nazionali
- Coppa del Brasile: 1

Vasco da Gama: 2011
- Campionato russo: 1

Spartak Mosca: 2016-2017
- Campeonato Brasileiro Série D: 1

Retrô: 2024

### Nazionale
- Argento olimpico: 1

Londra 2012